# ジョン・ド・クルシー (第20代キングセール男爵)
第20代キングセール男爵ジョン・ド・クルシー（英語: John de Courcy, 20th Baron Kingsale、1717年頃 – 1776年3月3日）は、アイルランド貴族。

## 生涯
マイルズ・ド・クルシー（Miles de Courcy、第15代キングセール男爵パトリック・ド・クルシーの弟デイヴィッドの孫）とアビゲイル・ウィリアムズ（Abigail Williams）の息子として、1717年頃にロードアイランド植民地のニューポートで生まれた。1748年まで海員を務めた後、ハンプシャーのポーツマスに定住した。
1756年2月にアイルランドに向かい、遠戚の第19代キングセール男爵ジェラルド・ド・クルシーから爵位と財産の継承者として承認された。1759年12月1日に第19代キングセール男爵が死去すると、その承認通りにキングセール男爵の爵位を継承、1761年8月に正式に承認された。1762年2月1日、アイルランド貴族院議員に就任した。
1776年3月3日に死去、長男ジョンが爵位を継承した。

## 家族
1746年10月26日、マーサ・ヘロン（Martha Heron、1803年5月3日埋葬、ウィリアム・ヘロンの娘）と結婚、5男4女をもうけた。
- ジョン（1822年没） - 第21代キングセール男爵。1763年10月31日、スーザン・ブレンナーハセット（Susan Blennerhasset、1819年12月13日没、コンウェイ・ブレンナーハセットの娘）と結婚、子供あり
- ウィリアム（1823年没）
- マイケル（1824年2月22日没） - 1786年10月24日、アン・ブレンナーハセット（Anne Blennerhasset、1828年3月21日没、コンウェイ・ブレンナーハセットの娘）と結婚。孫に第27代キングセール男爵マイケル・ウィリアム・ド・クルシー、来孫に第31代キングセール男爵ネヴィンソン・マーク・ド・クルシーがいる
- ジェームズ（1824年没） - グレイヴセンドおよびティルベリー副総督（英語版）
- ジェラルド（1792年没）
- メアリー - リチャード・ミード（Richard Meade）と結婚
- マーサ
- エリザベス
- アン（1818年没）